# Domenico Tedesco
Domenico Tedesco (ur. 12 września 1985 w Rossano) – niemiecki trener piłkarski włoskiego pochodzenia. 

## Kariera
Karierę szkoleniową Tedesco rozpoczął w 2008 roku jako trener juniorów VfB Stuttgart. W lipcu 2013 objął stanowisko asystenta trenera zespołu U-17, a we wrześniu tego samego roku został jego samodzielnym szkoleniowcem. Prowadził go do końca sezonu 2014/2015, a potem odszedł do TSG 1899 Hoffenheim, gdzie zajął się trenowaniem juniorów. Od początku sezonu 2016/2017 prowadził drużynę Hoffenheim U-19. Przed zakończeniem tamtego sezonu, w marcu 2017 został trenerem klubu z FC Erzgebirge Aue, zajmującego ostatnie, 18. miejsce w 2. Bundeslidze. Zespół Erzgebirge Tedesco poprowadził do końca sezonu w 11 meczach, z których 6 było wygranych, 2 zremisowane i 3 przegrane. Erzgebirge zajęło natomiast 14. miejsce w rozgrywkach i utrzymało się w lidze.
Od pierwszego lipca 2017 do 14 marca 2019 był trenerem FC Schalke 04, z którym w pierwszym sezonie pracy zajął drugie miejsce w Bundeslidze.
14 października 2019 został trenerem Spartak Moskwa. 9 grudnia 2021 został trenerem RB Leipzig.
8 lutego 2023 został trenerem Reprezentacji Belgii.